# UKS SMS Łódź (piłka nożna)
UKS SMS Łódź – szkoła mistrzostwa sportowego, założona 18 października 1997 roku przez polskiego trenera Kazimierza Górskiego. Mecze rozgrywa na Stadionie Szkoły Mistrzostwa Sportowego w Łodzi. Członkami Klubu są uczniowie Szkoły Mistrzostwa Sportowego oraz uczniowie innych łódzkich szkół.

## Sukcesy UKS–SMS w piłce nożnej
- Mistrzostwo Polski juniorów starszych w 2005 roku[potrzebny przypis]
- Mistrzostwo Polski juniorów młodszych w 2005, 2010, 2021 roku[potrzebny przypis]
- Mistrzostwo Polski kobiet w 2022 roku[potrzebny przypis]

## Wychowankowie
| - Błażej Augustyn - Mateusz Cetnarski - Mateusz Cholewiak - Andrzej Niewulis - Jakub Kowalski - Tomasz Makowski - Przemysław Płacheta - Mariusz Rybicki | - Krystian Nowak - Tomasz Jodłowiec - Karol Świderski - Paweł Zawistowski - Sebastian Zieleniecki - Marcin Kowalczyk - Patryk Wolański |

## Trenerzy klubu
| - Józef Robakiewicz - Tomasz Tomaszewski - Mariusz Jabłoński - Ryszard Robakiewicz - Piotr Grzelak | - Zdzisław Sławuta - Marcin Perliński - Mirosław Bulzacki - Mirosław Żerkowski - Radosław Mroczkowski |